# Département Capital (Salta)
Pour les articles homonymes, voir Département Capital.
Le département Capital est une subdivision de la province de Salta, dans le nord-ouest de l'Argentine. Son chef-lieu est la ville de Salta.
Le département a une superficie de 1 722 km2. Sa population s'élevait à 472 971 habitants en 2001.
Le département est administrativement divisé en deux : Salta, chef-lieu du département et capitale provinciale, et Villa San Lorenzo.

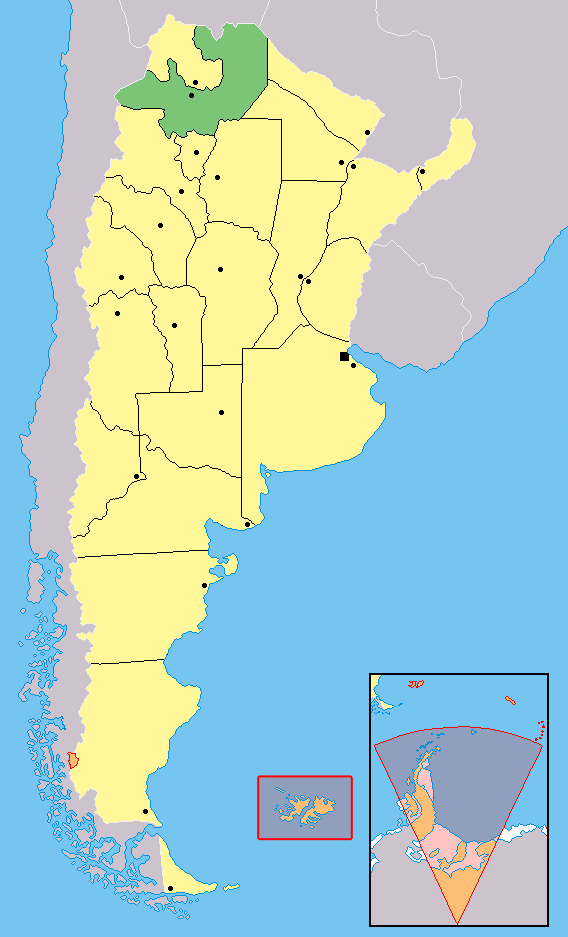
Localisation de la province de Salta en Argentine